# 香取神社 (越谷市大沢)
香取神社（かとりじんじゃ）は、埼玉県越谷市の神社。

## 歴史
応永年間（1394年 - 1428年）に創建された。当時、この地は下総国であり、同国一宮の香取神宮から分霊を勧請したものと伝えられる。寛永年間（1624年 - 1644年）に奥州街道の整備とともに現在地に移転した。近くの光明院が別当寺であった。
1873年（明治6年）、近代社格制度に基づく「村社」に列せられた。

## 文化財・香取神社本殿の彫刻
越谷大沢香取神社の奥殿の板壁には、大黒天や高砂の翁・龍など多彩な彫刻がほどこされている。この壮麗な本殿は、棟札によると慶応2年（1866）の再建され、彫刻師は浅草山谷町・長谷川竹次良であり、この板壁の北面には、川面で布を洗ったり、製品を竹竿にかけて干したりする紺屋の労働作業を表現した図柄が確認できる。
江戸時代、越谷・大沢は、紺屋の盛んな所で、当時の作業状況を知る貴重な民俗資料と言えよう。なお、越谷にはこうした労働作業を彫刻したものはここでしか見られない貴重なものである。

本殿の彫刻
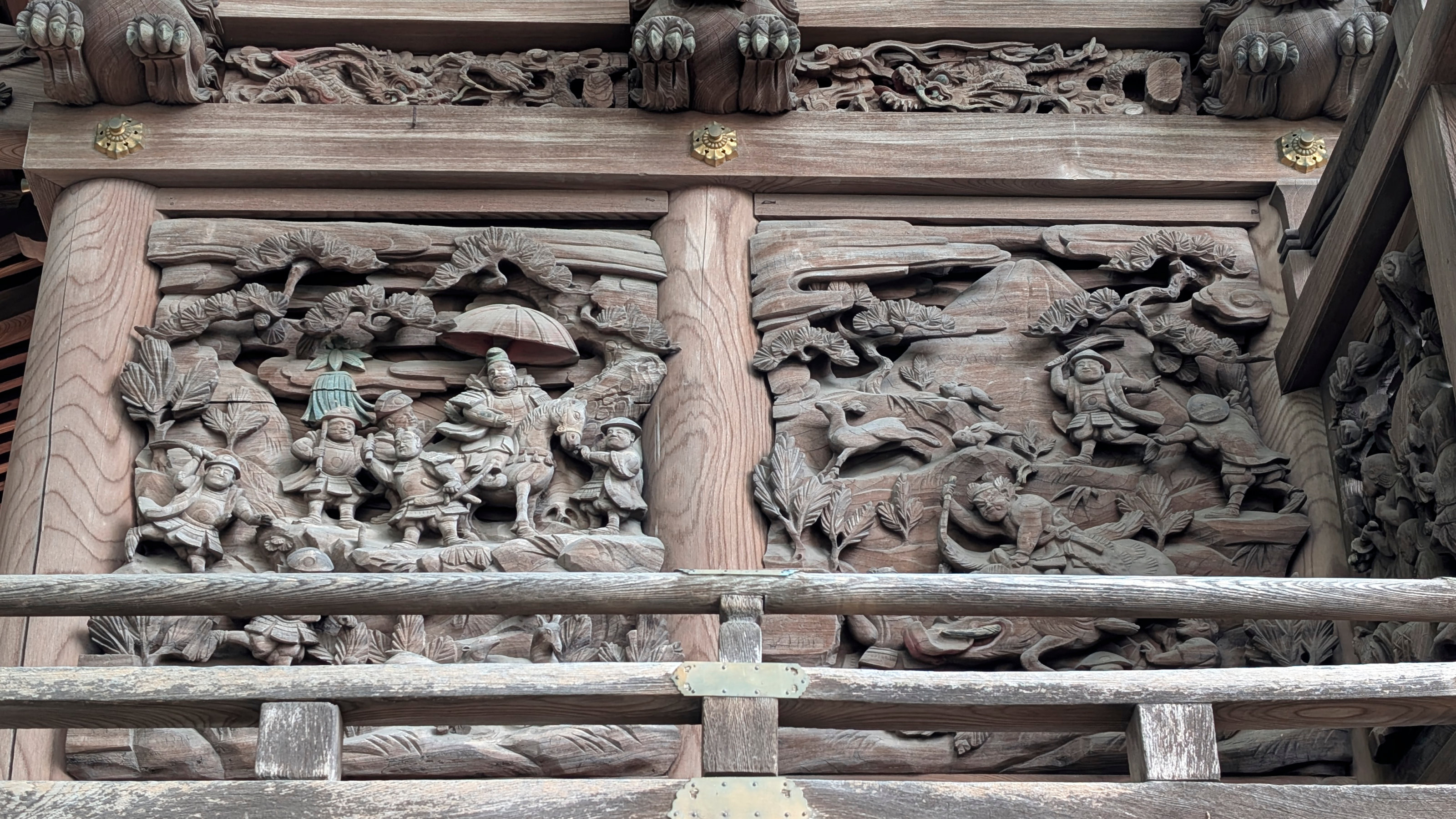
本殿・東面
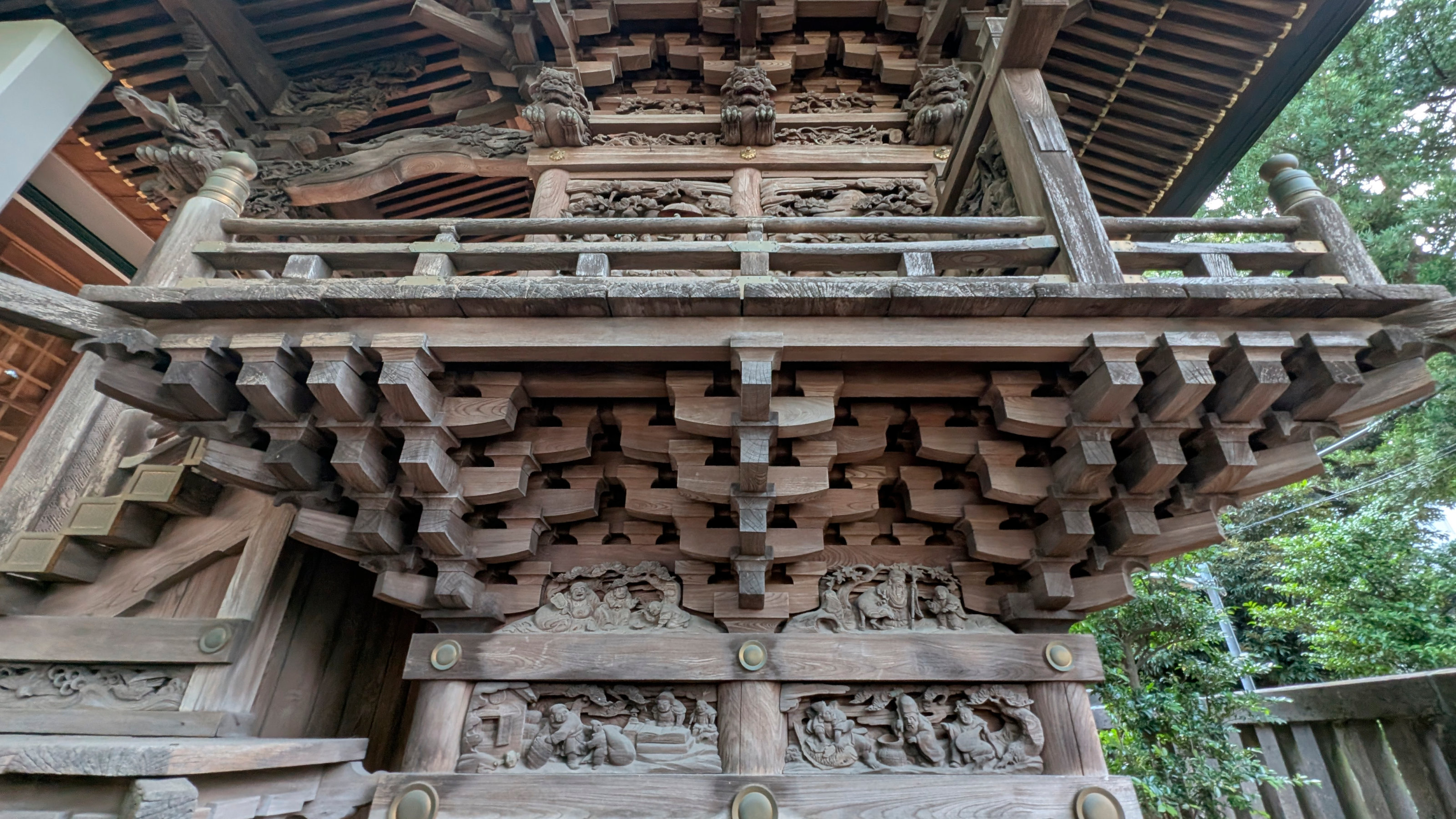
本殿・東面の下段
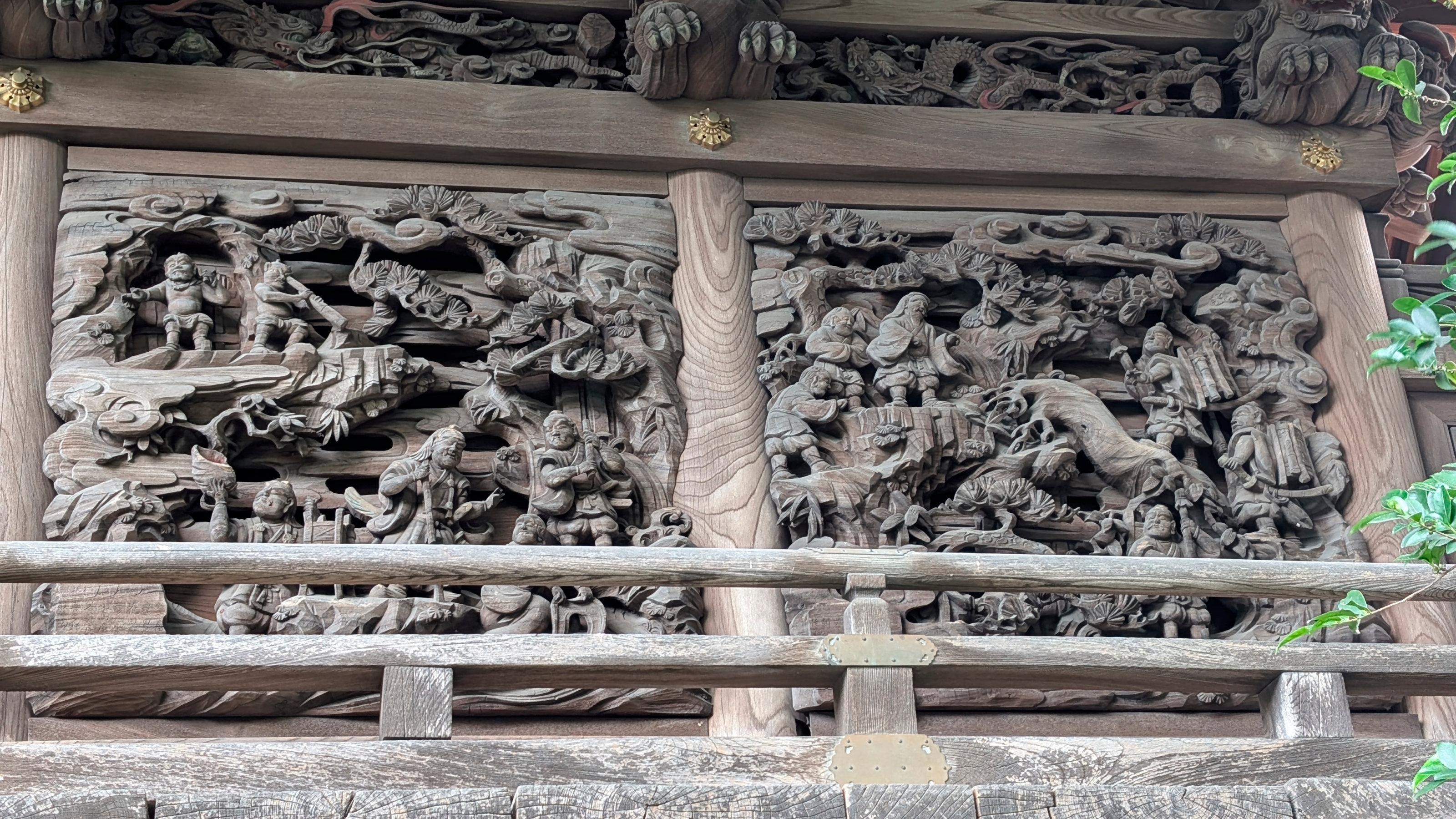
北面・源頼光の鬼退治
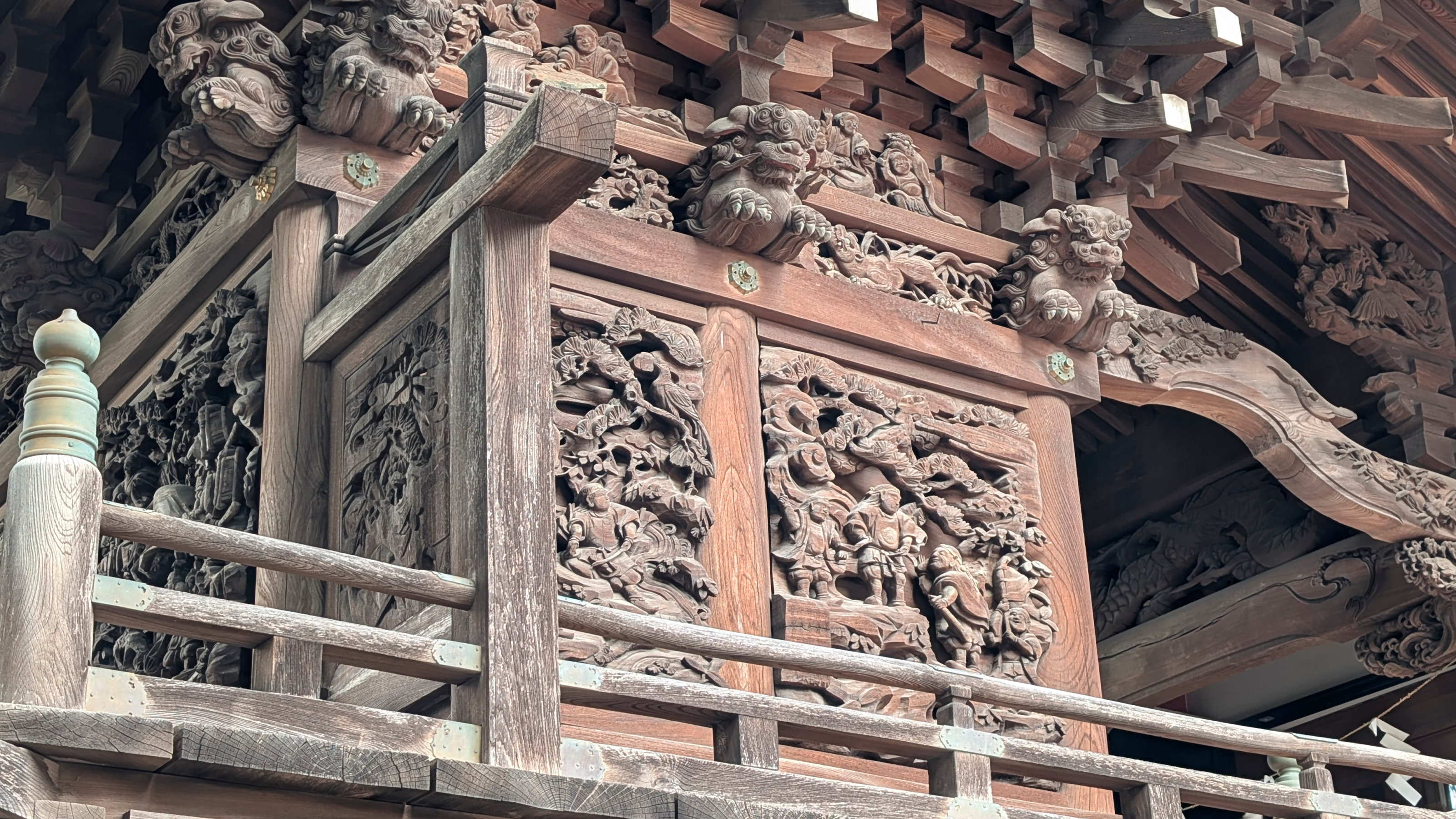
本殿・西面

境内の紹介
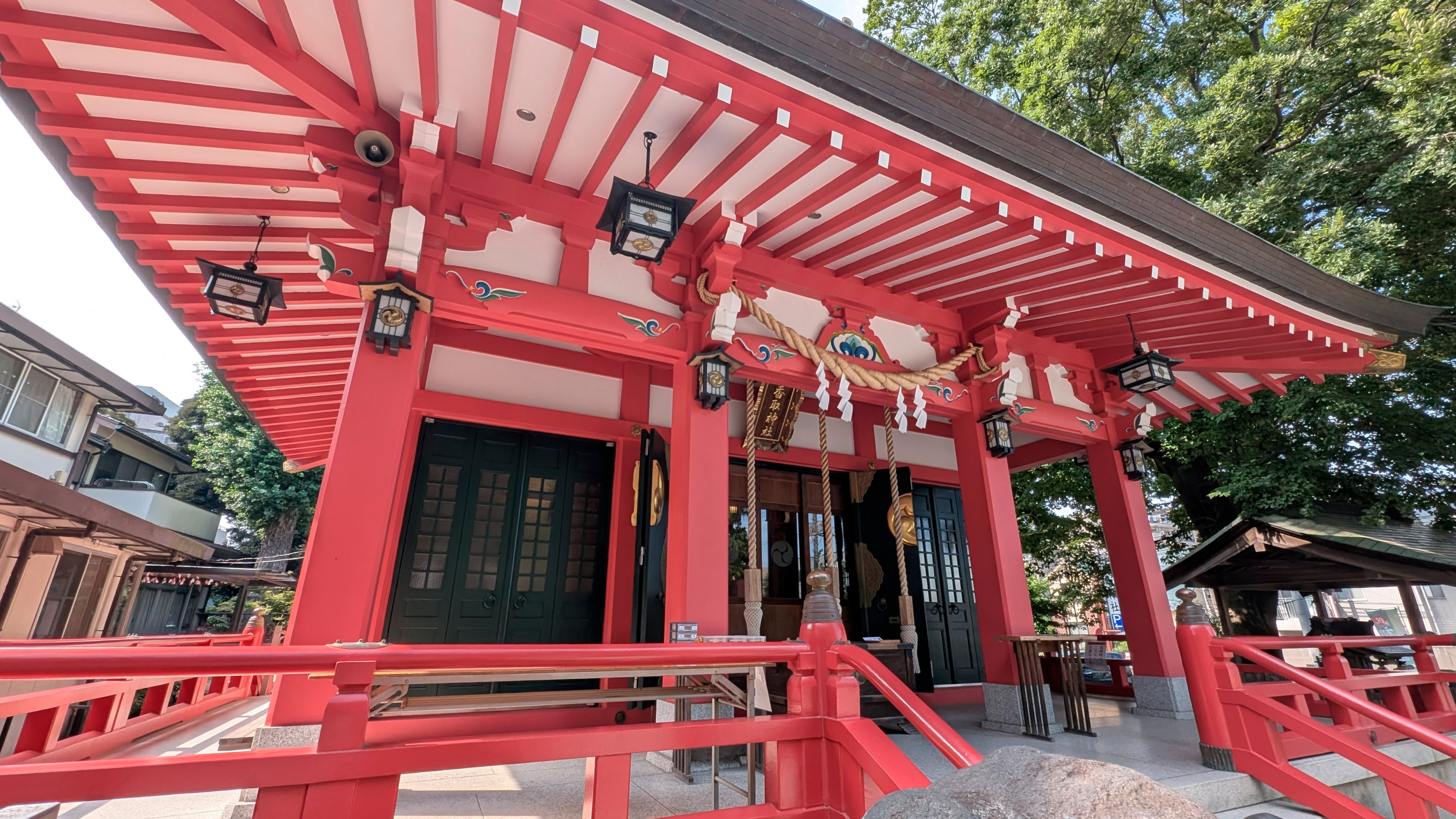
拝殿・斜め下からの撮影
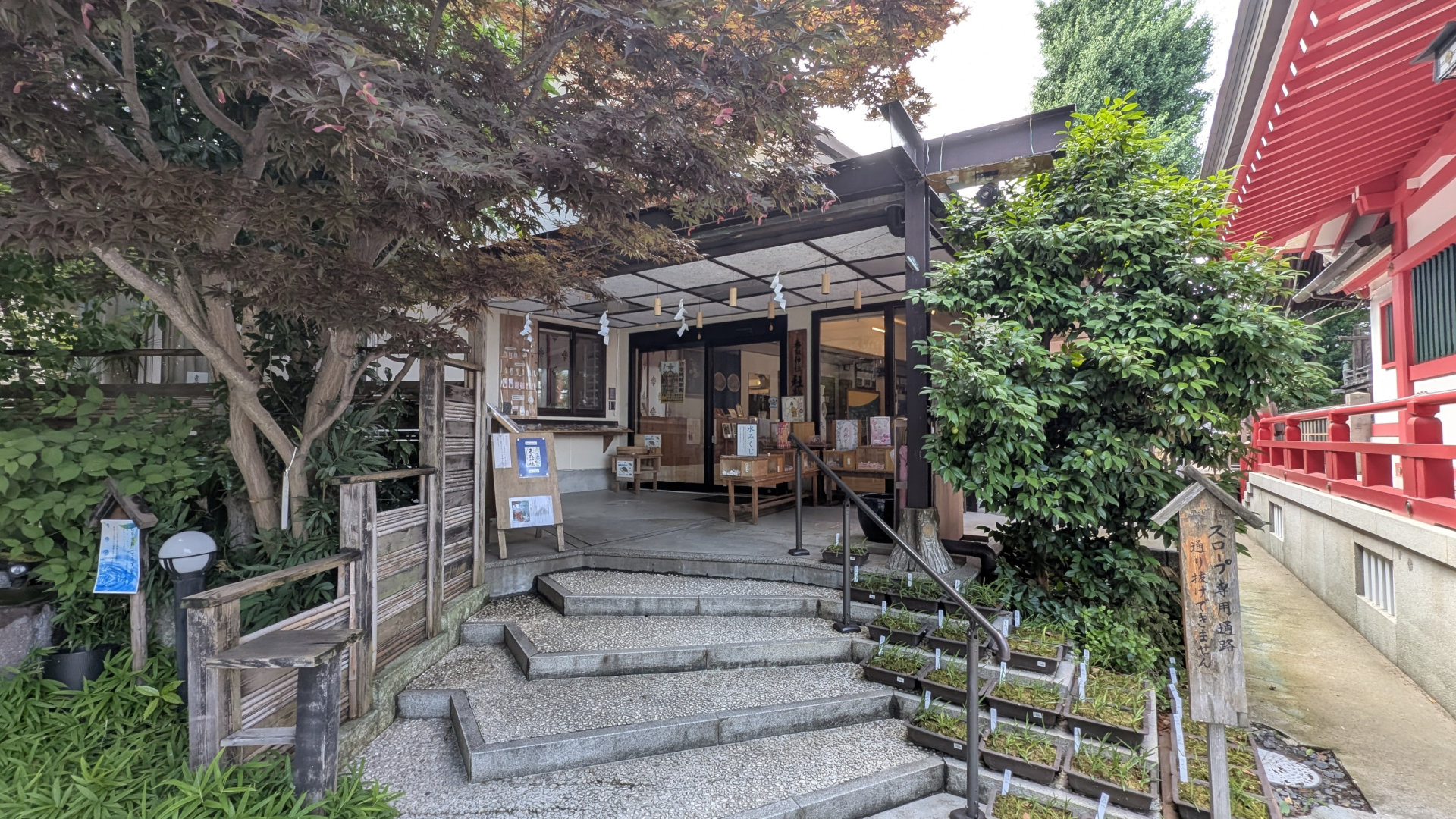
社務所(祈祷受付)
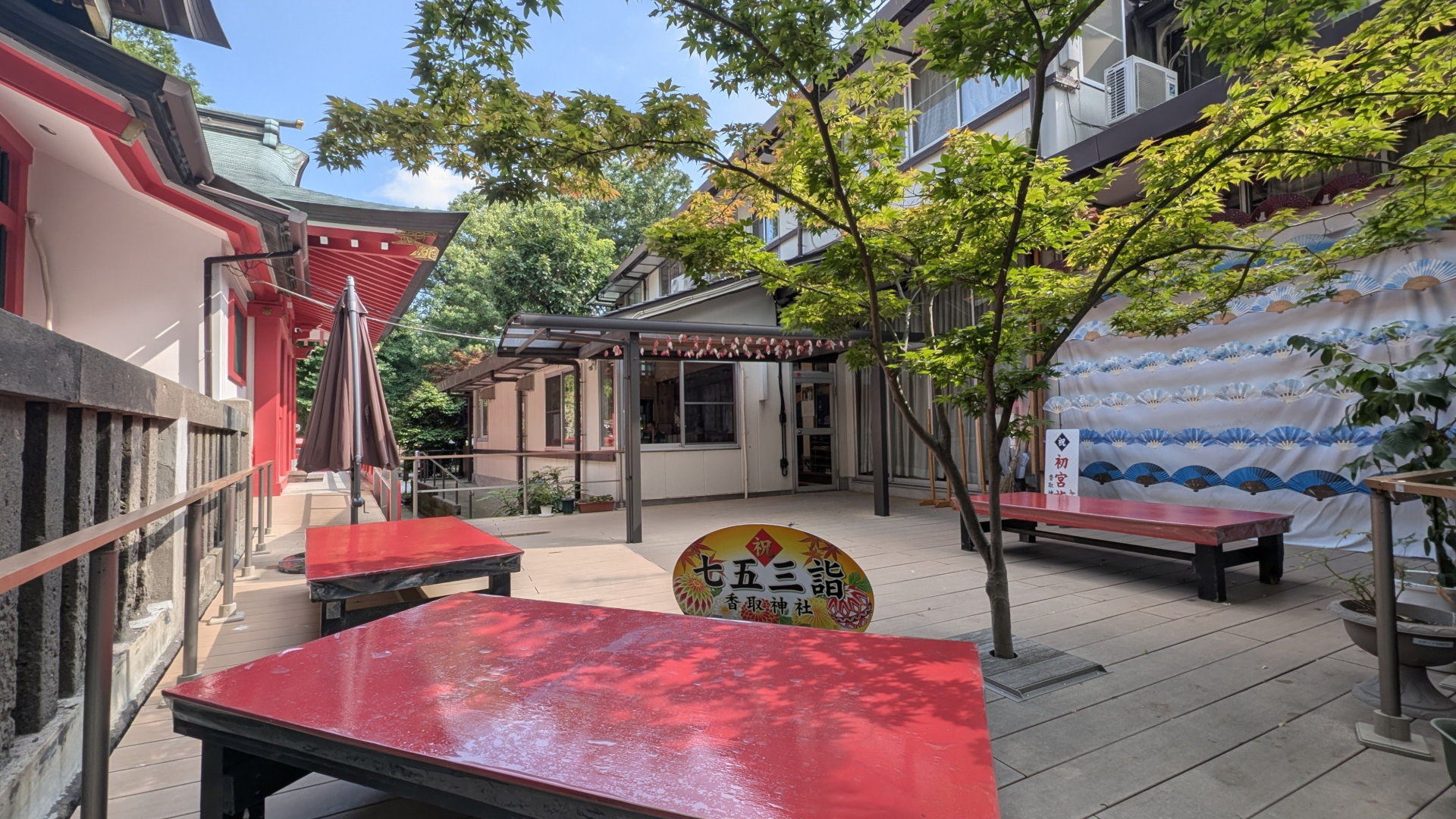
社務所の横のテラス
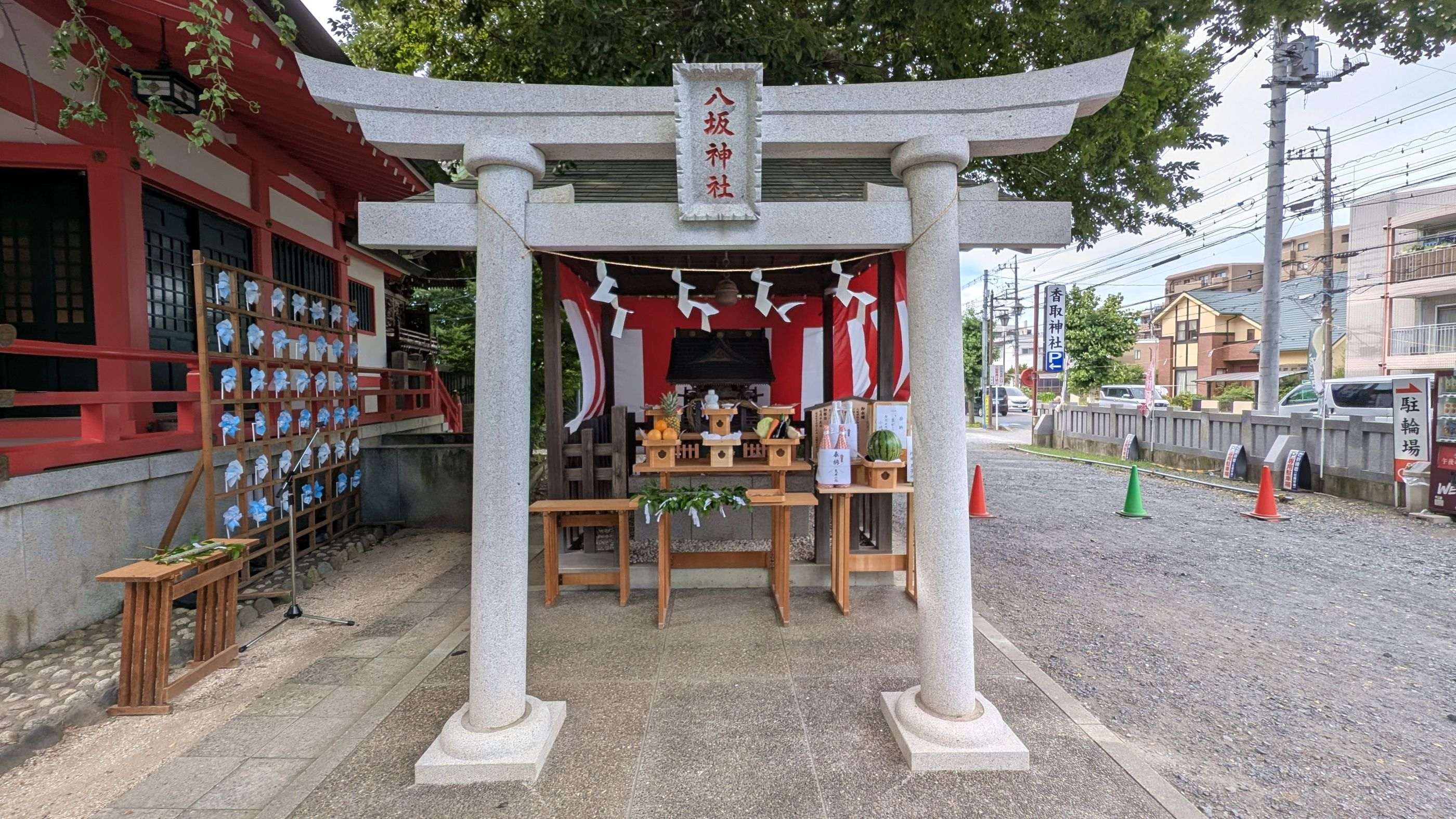
末社である八坂神社

## 香取神社での市民活動
香取神社は「人々に愛され人が集まる場所に」という想いから積極的な試みとして、毎月第2土曜日には「骨董市」を、毎月第3金曜日には「ままマルシェ」を開催する。また、ママのためのカメラレッスン、ベビーマッサージ教室や子連れで参加できる産前・産後ヨガなど様々なイベントや催しが行われている。
骨董市は地元はもちろん県外からも訪れる人が多い人気のイベント。
開催時間は朝7時から15時頃までで、境内には40～50店ほどの骨董・アンティークショップが数多く並び、古道具や陶磁器、民具、古着、レトロ雑貨など多彩な商品が勢揃いする。

## 祭礼
- 1月1日 歳旦祭（さいたんさい）
- 1月中　日曜日 どんど焼（どんどやき）
- 2月節分の前後の日曜日 厄除（星祭り）祈願祭

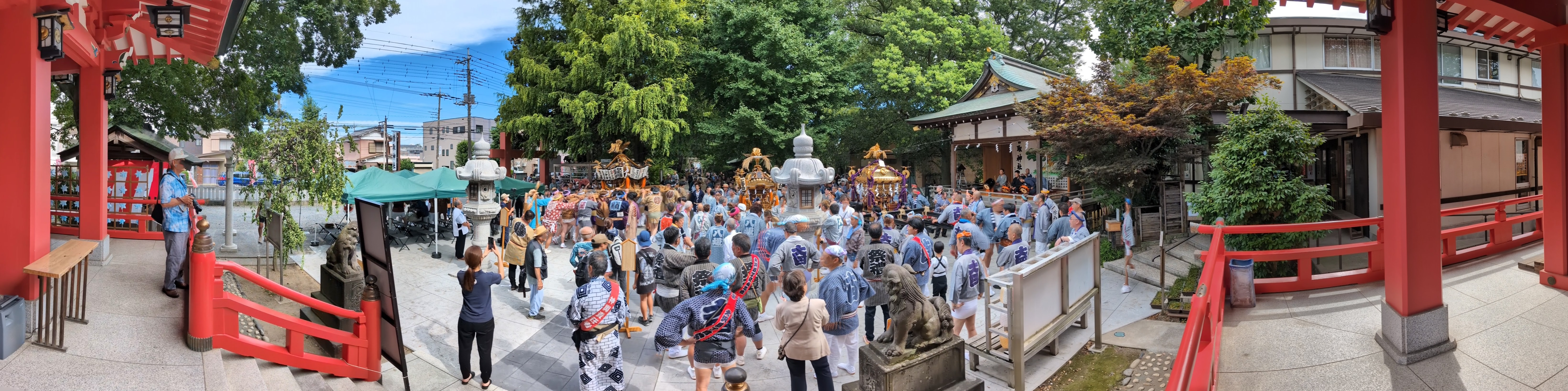
7月・八坂神社例祭

- 2月11日 祈年祭（御備社）

- 6月30日 夏越大祓式（おおはらい）
- 7月海の日前の(土)(日) 八坂神社例祭
- 10月9日 例大祭（れいたいさい）
- 10・11月中 七五三祝い
- 11月23日 新嘗祭（にいなめさい）
- 12月2日 香取市（おかめいち）
- 12月29日 年越大祓式
- 12月31日 除夜御燎祭
- 毎月1日 月次祭(つきなみさい)[6]。

## 交通アクセス
- 東武スカイツリーライン（旧東武伊勢崎線） 北越谷駅東口より徒歩3分
- 駐車場完備